# Saint-Martin-des-Pézerits

Saint-Martin-des-Pézerits este o comună în departamentul Orne, Franța. În 1 ianuarie 2022 avea o populație de 121 de locuitori.